# Sörträsket (Norsjö socken, Västerbotten, 722242-168381)
Sörträsket är en sjö i Norsjö kommun i Västerbotten och ingår i Skellefteälvens huvudavrinningsområde. Sjön har en area på 0,248 kvadratkilometer och ligger 247,1 meter över havet. Sjön avvattnas av vattendraget Svanforsbäcken.

## Delavrinningsområde
Sörträsket ingår i det delavrinningsområde (722213-168307) som SMHI kallar för Namn saknas. Medelhöjden är 248 meter över havet och ytan är 9,2 kvadratkilometer. Det finns ett avrinningsområde uppströms, och räknas det in blir den ackumulerade arean 14,55 kvadratkilometer. Svanforsbäcken som avvattnar avrinningsområdet har biflödesordning 2, vilket innebär att vattnet flödar genom totalt 2 vattendrag innan det når havet efter 90 kilometer. Avrinningsområdet består mestadels av skog (79 procent) och sankmarker (11 procent). Avrinningsområdet har 0,25 kvadratkilometer vattenytor vilket ger det en sjöprocent på 2,7 procent.